# Crespiatica
Crespiatica es una localidad y comune italiana de la provincia de Lodi, región de Lombardía, con 1.563 habitantes.

## Evolución demográfica
| Gráfica de evolución demográfica de Crespiatica entre 1861 y 2001 |
|                                                                   |
| Fuente ISTAT - elaboración gráfica de Wikipedia                   |